# Пио, Луи
Луи Альберт Франсуа Пио (фр. Louis Albert François Pio; 14 декабря 1841, Роскилле — 27 июня 1894, Чикаго, Иллинойс) — датский журналист, политический активист, организатор рабочего движения в Дании и один из создателей Социал-демократической партии Дании.

## Биография

### Ранние годы
Родился 14 декабря 1841 года в Роскилле, Дания, в семье офицера датской армии французского происхождения и матери из буржуазной семьи Северной Ютландии, родители развелись, когда ему было 12 лет. Работал адъюнкт-учителем в частной школе. Пытался поступить в учительскую семинарию, а затем получить офицерское звание. Начал изучать датский фольклор, выпустил книгу о Ожье Датчанине. В 1869 году писал статьи для газеты «Dags Avisen», основанной его двоюродным братом, в 1870 году работал в датской почтовой службе.

### Социалистический активист
В 1871 году, после событий Парижской коммуны, установил первые контакты с социалистическими движениями и стал одним из первых пропагандистов социализма в Дании. В том же году уволился из почтовой службы и начал переписку с немецким отделением Первого Интернационала в Женеве (в том числе с Фридрихом Энгельсом), встречался с социалистами Копенгагена. Вместе с Гарольдом Бриксом и Паулем Гелефом работал над созданием датской секции Первого Интернационала.
В 1871—1872 годах был одним из основателей и авторов, а также редактором еженедельной социалистической газеты «Socialisten», имевшей большой успех. 15 октября 1871 года был создан «Международный рабочий союз Дании», на базе которого возникла Социал-демократическая партия Дании. Идеологически Пио придерживался сочетания идей Фердинанда Лассаля и Карла Маркса, находясь таким образом между лассальянством и марксизмом.
4 (по другим данным, 5) мая 1872 года Пио, Брикс и Гелефф были арестованы за несанкционированный созыв рабочего митинга. За принадлежность к Первому Интернационалу был судим и в 1873 году приговорён к 5 годам тюремного заключения. После досрочного освобождения в 1875 году вновь стал лидером рабочего и социалистического движения; с 1876 года возглавил воссоздание социал-демократической партии, распущенной властями в 1872 году. В мае 1876 года посещал Карла Маркса в Лондоне.
В 1877 году в связи с преследованиями покинул Данию и эмигрировал в США. Осел в Смоки-Хилл, штат Канзас, где основал социалистическую колонию и продолжал социалистическую пропаганду в среде других датских эмигрантов. Переехал в Чикаго, где жил в бедности. В 1878 году основал социалистическую газету «Den Nye Tid», прекратившую свою деятельность в 1884 году. Скончался 27 июня 1894 года, похоронен на Западном кладбище в Копенгагене.